# هاربورو (دائرة انتخابية في المملكة المتحدة)
هاربورو (بالإنجليزية: Harborough)‏ هي إحدى الدوائر الانتخابية في المملكة المتحدة الممثلة في مجلس العموم في برلمان المملكة المتحدة.
عضو البرلمان الذي يمثلها حالياً هو :Mr Edward Garnier QC (Con).